# Ptičji coronavirus
Ptičji koronavirus (IBV) je koronavirus koji inficira ptice, uzrokujući pridruženu bolest ptičjeg infektivnog bronhitisa (IB). To je visoko zarazan ptični patogen koji utječe na respiratorni trakt, crijeva, bubrege i reproduktivni sustav pilića.
IBV utječe na performanse pilića koje proizvode meso i jaja te je odgovoran za znatne ekonomske gubitke u peradarskoj industriji.
IBV je u rodu Gammacoronavirus, ili skupina 3, s ne-segmentiranim, jednolančanim RNK genomom s pozitivnim osjećajem.

## Patologija

### Disajni sistem
Kada se udahne, virus će se vezati za glikoproteinske receptore koji sadrže sijalnu kiselinu na cililiranim epitelnim stanicama respiratornog epitela. Replikacija dišnog sustava rezultirat će gubitkom cilijarne aktivnosti, nakupljanjem sluzi, nekrozom i deskvamacijom, uzrokujući respiratorne tegobe, ritam i asfiksiju.

### Bubreg
Kroz viremiju, neki nefrotropni sojevi (većina velike virulencije) mogu zaraziti epitel bubrega u tubulama i nefronu, uzrokujući zatajenje bubrega. Kod bruto pregleda, bubrezi se mogu pojaviti natečeni i blijedi u boji i s uratima u ureterima.

### Reproduktivni sistem
Kod kokoši će viremični IBV također stići do jajovoda, uzrokujući lezije u magnumu (žlijezda jajolika) i maternici (žlijezda jajeta), što dovodi do naglog pada proizvodnje jaja, bez ljuske, krhkog ili hrapave ljuske jaja (lezija maternice) s vodenim bjelkama (magnum lezija). Infekcija pilića u pubertetu, tijekom razvoja jajovoda, spriječit će stvaranje jajovoda i uništiti buduće sposobnosti polaganja, što će rezultirati "lažnim slojevima". Međutim, druge bolesti koje utječu na slojeve pilića mogu dovesti do tog stanja.

## Cjepivo
Na raspolaganju su i atenuirana cjepiva i inaktivirana cjepiva. Njihova učinkovitost je umanjena lošom unakrsnom zaštitom. Priroda zaštitnog imunološkog odgovora na IBV slabo je razumljiva, ali površinski ubod proteina, amino-terminalna polovica S1, dovoljan je da inducira dobru zaštitnu imunost. Eksperimentalna vektorska cjepiva i genetski manipulirani IBV - s heterolognim špic protein genima - dali su obećavajuće rezultate, uključujući u kontekstu kod cijepljenja.